# Palermo Football Club
Palermo Football Club, krajše Palermo FC ali samo Palermo je italijanski nogometni klub iz mesta Palermo na Siciliji. Trenutno igra v Serie B.
Palermo FC igra svoje tekme na stadionu Renzo Barbera s kapaciteto 36.349 sedišč. Prvotno je bil zgrajen leta 1932, vendar je bil obnovljen v konec 80ih let dvajsetega stoletja za potrebe svetovnega prvenstva leta 1990, saj je služil kot eno izmed prizorišč.
V klubu trenutno igra tudi naš reprezentant, Aljaž Struna.